# Gastrophysa viridula
Skräppebagge (Gastrophysa viridula) är en skalbaggsart som först beskrevs av De Geer 1775.  Gastrophysa viridula ingår i släktet Gastrophysa, och familjen bladbaggar. Arten är reproducerande i Sverige.

## Bildgalleri

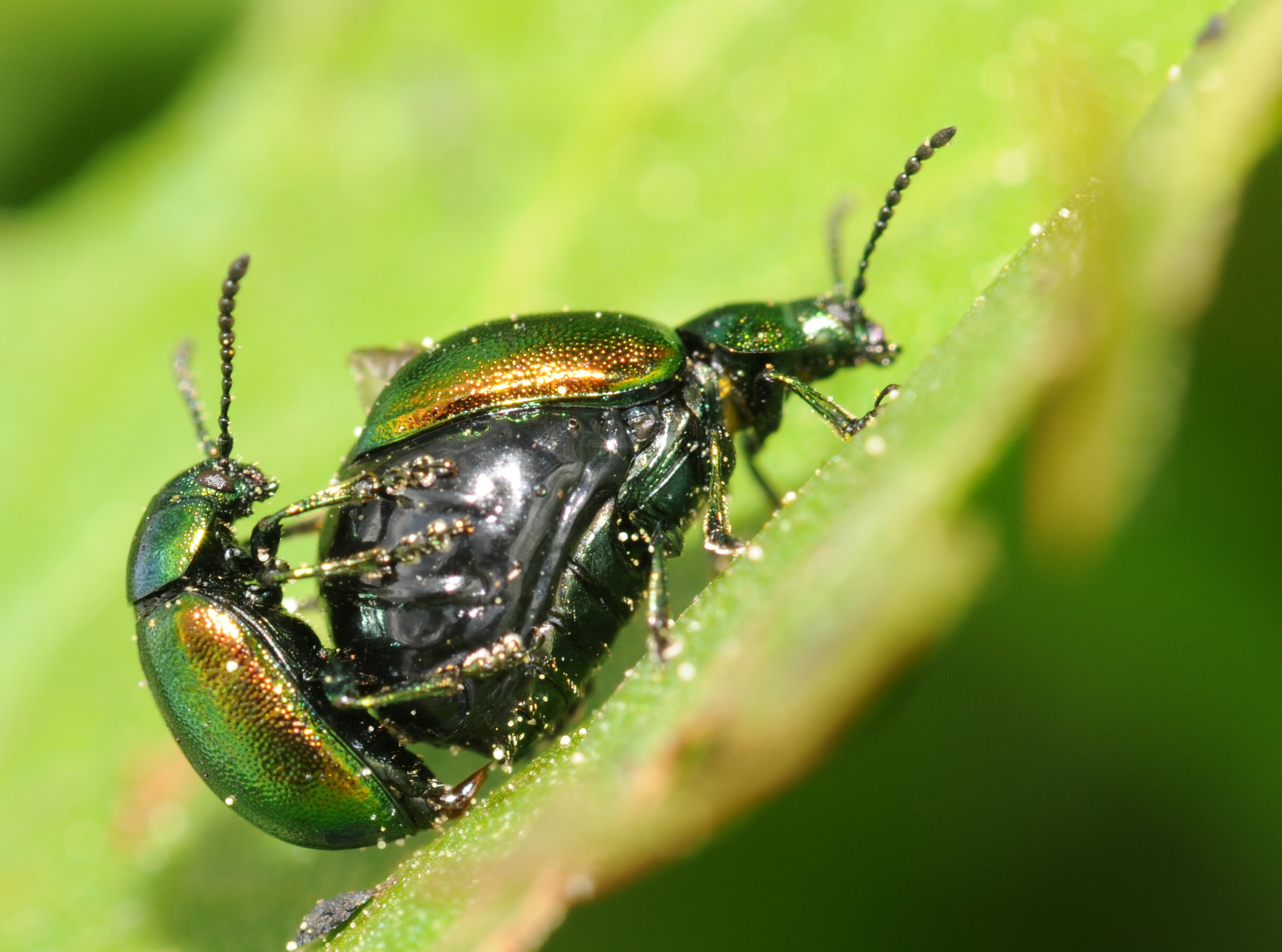
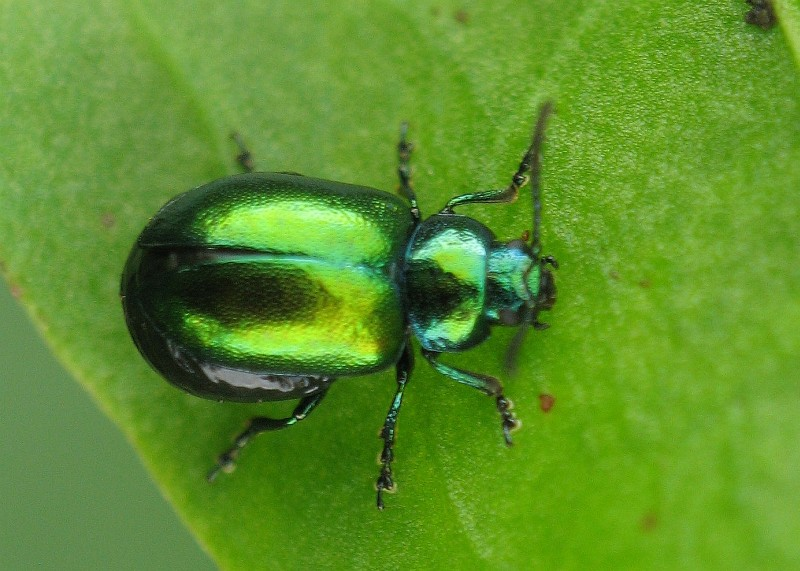
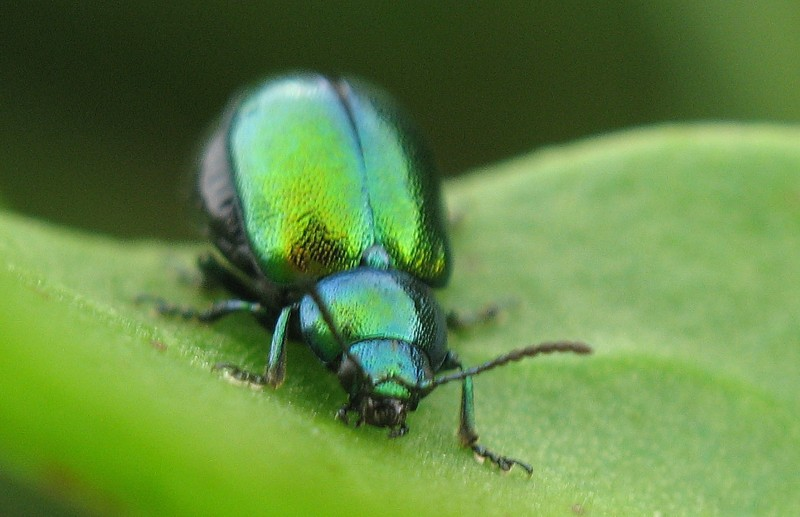
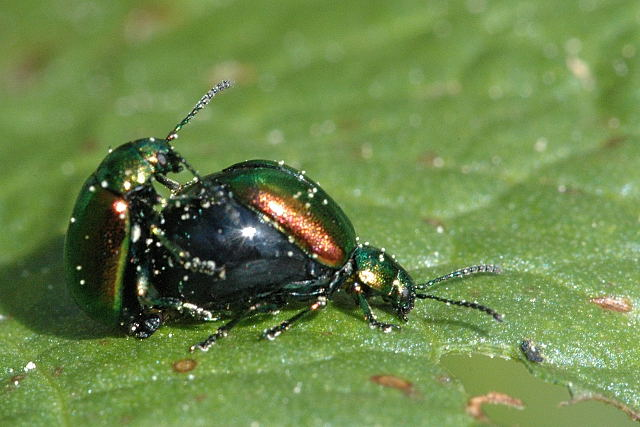
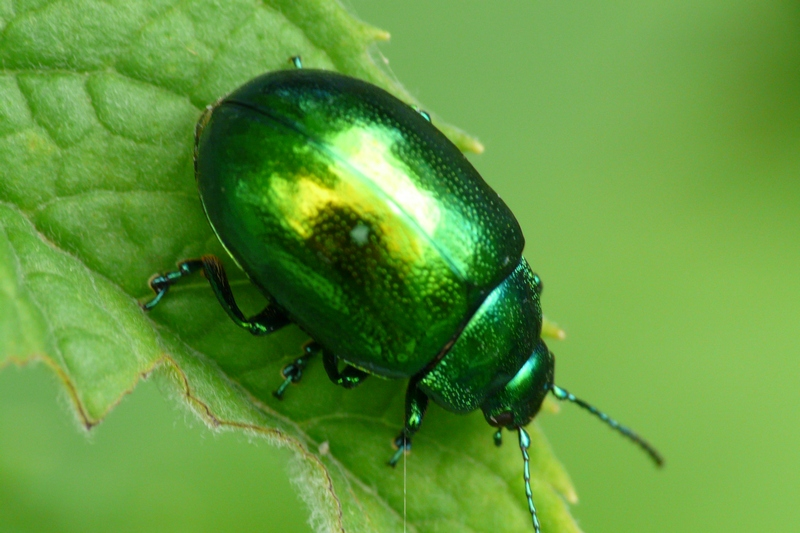